# Ripalimosani
Ripalimosani (A Rìpë du Mesanë in molisano) è un comune italiano di 2 968 abitanti della provincia di Campobasso in Molise. 

## Storia
Il territorio di Ripalimosani, intorno al V secolo a.C., faceva parte dell'antica regione del Sannio, abitata dai Sanniti. Tale popolazione era suddivisa in diverse tribù, tra cui i Pentri, che avevano come centro principale la città di Bovianum, corrispondente all'odierna Bojano.
Durante la terza guerra sannitica, svoltasi tra il 298 e il 290 a.C., i Sanniti furono sottomessi in maniera definitiva dall'esercito romano. Tuttavia, nonostante la sconfitta, non cessarono mai di combattere contro Roma, mantenendo vivo lo spirito indomito e fiero che li caratterizzava. Essi continuarono a opporre resistenza attraverso tattiche di guerriglia, con l'obiettivo di difendere i loro valori sacri, come la libertà e la propria indipendenza. Questo conflitto raggiunse il suo culmine nella battaglia di Porta Collina, combattuta nel 82 a.C., dove i Pentri furono sconfitti dal generale romano Lucio Cornelio Silla alle porte di Roma. La disfatta fu terribile: Silla ordinò l'esecuzione di circa ventimila prigionieri Pentri e procedette alla sistematica eliminazione dell'intera etnia, segnando così la fine di un popolo.
Nei decenni successivi, il territorio dei Pentri rimase quasi disabitato, ma gradualmente venne ripopolato con colonie romane, e le principali città furono ricostruite. Nonostante ciò, la regione rimase la meno urbanizzata della penisola, anche a causa della povertà delle sue terre montuose, poco adatte all'agricoltura. Sotto l'impero di Augusto, tra il 27 a.C. e il 14 d.C., l'Italia fu suddivisa in regioni amministrative che rispettavano le antiche suddivisioni etniche, in un modo sorprendentemente simile all'attuale organizzazione territoriale. Il territorio di Ripalimosani fu incluso nel Municipio di Bovianum, appartenente alla Regio IV Samnium.
Dal 493 d.C., Ripalimosani entrò a far parte del Regno degli Ostrogoti, per poi passare sotto il controllo dell'Impero Bizantino nel 536. Successivamente, nel 590, divenne parte del Ducato di Benevento, dominato dai Longobardi, all'interno della Langobardia Minor. Nel 774, la zona fu inclusa nel Principato di Benevento, sotto l'amministrazione del Gastaldato di Bojano.
Le prime testimonianze scritte dell'esistenza di Ripalimosani si trovano in un documento del 1039, noto come la "Pergamena Montagananese". In questa pergamena, i Principi di Benevento, Pandolfo III e Landolfo VI, concedevano a certi forestieri e agli abitanti locali il pieno e libero godimento delle terre, descrivendo i confini di Montagano e menzionando per ben tre volte il territorio di "Ripae", che si riferisce proprio a Ripalimosani.
Nel 1059, Ripalimosani entrò a far parte del Ducato di Puglia e Calabria, sotto il controllo normanno, e fu amministrato dalla Contea di Bojano. Nel 1130, con la formazione del Regno di Sicilia, Ripalimosani fu integrato nella Contea di Molise, che successivamente divenne un contado. Nel 1302, passò al Regno di Napoli, sotto le dinastie angioine e successivamente aragonesi. Dal 1504, la regione divenne parte del Vicereame del Regno di Napoli, sotto la dominazione spagnola, con le dinastie degli Aragona, degli Asburgo di Spagna e infine dei Borbone di Spagna. Nel 1713, il Vicereame di Napoli passò sotto il controllo del Sacro Romano Impero, governato dagli Asburgo d'Austria, per poi tornare sotto i Borbone nel 1735.
Nel 1806, il Regno di Napoli divenne dipendente dall'Impero Francese, con i regnanti Giuseppe Bonaparte e Gioacchino Murat, e Ripalimosani fu inserito nella Provincia di Molise, con Campobasso come capoluogo. Dopo il Congresso di Vienna, nel 1816, il Regno delle Due Sicilie, governato dalla dinastia borbonica, prese il controllo dell'area fino al 1861, quando l'intero territorio italiano fu unificato sotto il Regno d'Italia, con la dinastia dei Savoia. Dal 1946, con la nascita della Repubblica Italiana, Ripalimosani è parte integrante della Regione Abruzzi e Molise, fino alla creazione della Regione Molise nel 1963, alla quale appartiene tuttora.

### Simboli
Lo stemma e il gonfalone sono stati concessi con decreto del presidente della Repubblica del 15 settembre 1983.
Lo stemma è uno scudo di azzurro che riporta una lettera R d'oro, iniziale del nome comune.
Il gonfalone è un drappo partito di giallo e di azzurro.

## Monumenti e luoghi d'interesse

### Chiesa madre di Santa Maria Assunta

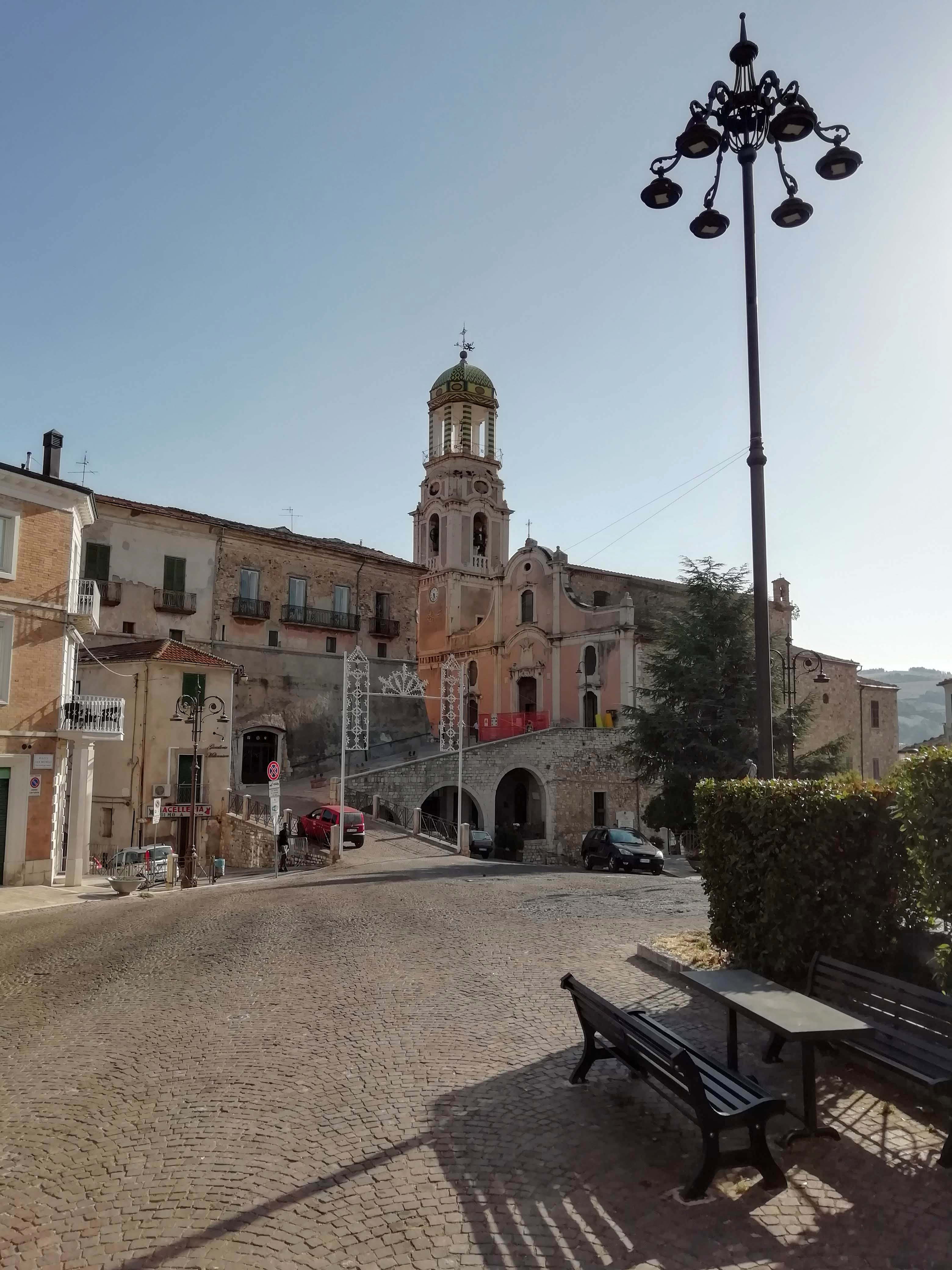
Chiesa Santa Maria Assunta

L'anno esatto della costruzione finale rimane incerto, ma i registri parrocchiali attestano la presenza del campanile già nel 1463.
La facciata principale risale al XVI secolo, mentre l'unico elemento rimasto della chiesa originaria duecentesca è una parete a nord-est. Anche il portale d'ingresso risale al Cinquecento e si raggiunge salendo quattro gradini. L'intero insieme, con il suo stile opulento e imponente, si ispira al tardo barocco, caratterizzato da volute, spirali, decorazioni vegetali e motivi elaborati.
Il portone d'ingresso, realizzato in massello di castagno, è decorato con formelle a bassorilievo, che raffigurano simboli liturgici. Nella lunetta sovrastante, troviamo un rilievo raffigurante la Madonna e due angeli inginocchiati. Questa raffinata intagliatura, rara e di straordinaria qualità, è stata realizzata dal campobassano Domenico Petrone nel 1932.
Le facciate laterali della chiesa e del campanile ospitano sculture di epoche e stili differenti, frutto del riutilizzo di elementi provenienti da edifici precedenti. Alla base del campanile, in un gruppo di sculture, la tradizione popolare riconosce le figure di Adamo, Eva e il diavolo.
All’interno, la chiesa è suddivisa in tre eleganti navate e ospita nove altari, il più antico dei quali è quello dell'Epifania, un tempo altare maggiore, secondo sulla destra, noto per i suoi marmi policromi e la raffinata lavorazione degli intarsi.
Di grande pregio sono il coro e il pulpito, entrambi cinquecenteschi: il pulpito, riccamente intagliato con motivi floreali e drappeggi, è fissato a un pilastro ed è sorretto da un’aquila che porta lo stemma del comune. Di fronte al coro si trova un organo del 1778. Tra le opere d'arte di rilievo vi sono un dipinto di Scipione Cecere sopra l'altare dell'Epifania, raffigurante "L'Adorazione dei Magi", e una statua del patrono, San Michele, del 1700, scolpita da Nicola Fumo.

### Copia della Sacra Sindone

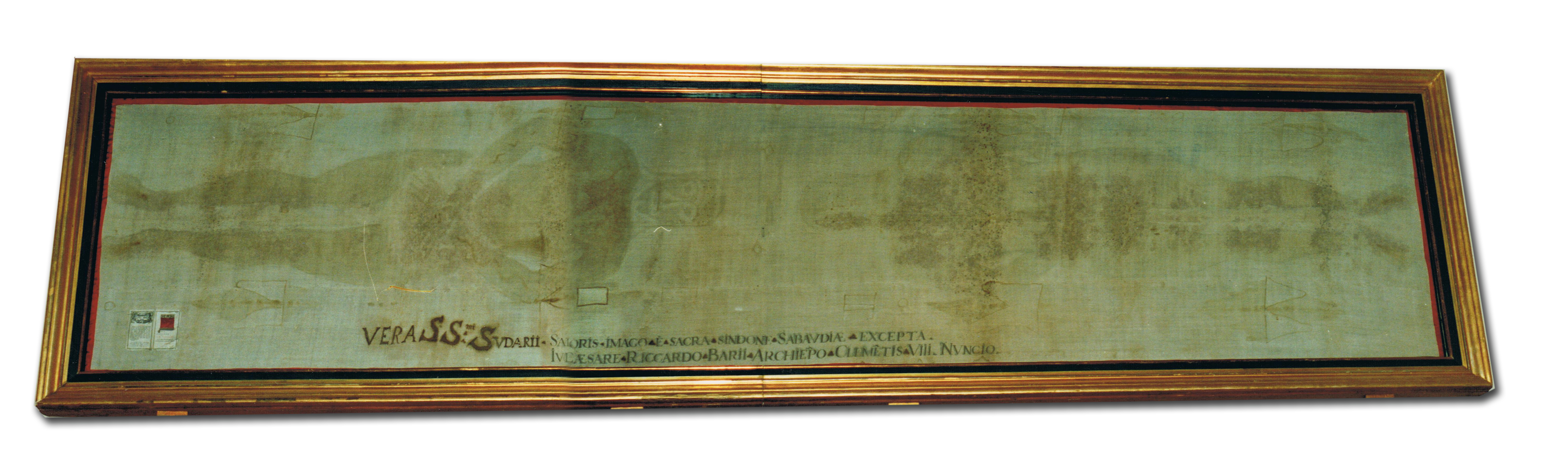
Copia Sacra Sindone Ripalimosani

La copia della Sindone conservata nella Parrocchia S. Maria Assunta di Ripalimosani (CB) rappresenta un documento di particolare rilevanza storica.
Questo esemplare, una riproduzione a grandezza naturale del telo originale, è una delle prime copie realizzate più di quattro secoli fa.
La Sindone autentica, custodita nella Cattedrale di San Giovanni a Torino, è un lenzuolo di lino che, secondo la tradizione, avrebbe avvolto il corpo di Gesù Cristo dopo la sua crocifissione. Il volto e il corpo di Gesù, con i segni della Passione, appaiono in modo misterioso su questa tela. Nel XV secolo, la Sindone entrò in possesso dei Savoia, la famiglia ducale piemontese.
Mons. Giovanni Lanza, cappellano maggiore della Casa Reale, ha condotto ricerche accurate su questa copia di Ripalimosani, rispondendo alla richiesta di informazioni fatta da Don Nicola Minadeo, arciprete del paese, nel 1898, in occasione dell’ostensione della Sindone a Torino durante il matrimonio di Vittorio Emanuele di Savoia con Elena del Montenegro. Secondo queste ricerche, la copia di Ripalimosani è la terza riproduzione in ordine cronologico, commissionata intorno al 1594 dal Duca Carlo Emanuele I di Savoia come dono per il suocero, il re Filippo II di Spagna.
L’ordine del Duca richiedeva che l’artista incaricato dipingesse inginocchiato e a capo scoperto, in presenza della reliquia originale, mentre nella cappella vicina era esposto il Santissimo Sacramento in adorazione continua. Mons. Giulio Cesare Riccardo, allora Nunzio Apostolico a Torino, portò personalmente la copia al re Filippo II, instaurando un legame di amicizia tanto forte che il sovrano donò a Mons. Riccardo il dipinto prima della sua morte nel 1598.
La copia passò poi al fratello gemello di Mons. Riccardo, Alessandro, anche lui vescovo, e successivamente al nipote Girolamo Riccardo, marchese di Ripalimosani. Il dipinto fu custodito con grande cura nel palazzo dei marchesi fino al 1807, quando Nicola Mormile, ultimo marchese di Ripalimosani, lo affidò alla Chiesa collegiata del paese.
Nel 1899, l’arciprete Don Nicola Minadeo decise di esporre la tela, che venne collocata in una cornice per consentire ai fedeli di venerarla. Poiché questa copia è stata fatta combaciare con l'originale di Torino, è considerata una "reliquia per contatto" ed è venerata come tale.
Alla base della tela, un'iscrizione in latino recita: “Vera immagine del SS. Sudario del Salvatore tratta dalla Sacra Sindone dei Savoia, ricevuta da Giulio Cesare Riccardo, Arcivescovo di Bari e Nunzio di Clemente VIII.” Sul lato sinistro della copia, un pezzo di seta rossa accompagna la scritta “Seta in cui fu involta la SS. Sindone dal maggio 1868 al maggio 1898 e che ha avuto contatto diretto con la SS. Reliquia.”
La Sindone di Ripalimosani è stata esposta in diverse occasioni solenni: nel 1954, durante il Congresso Catechistico-Eucaristico di Campobasso, fu trasportata in processione fino alla Cattedrale. Nel 2000, per il Giubileo, è stata esposta a Siena durante una mostra speciale, che riuniva le principali copie della Sindone di Torino realizzate nel corso dei secoli per scopi devozionali.

### Convento di San Pietro Celestino

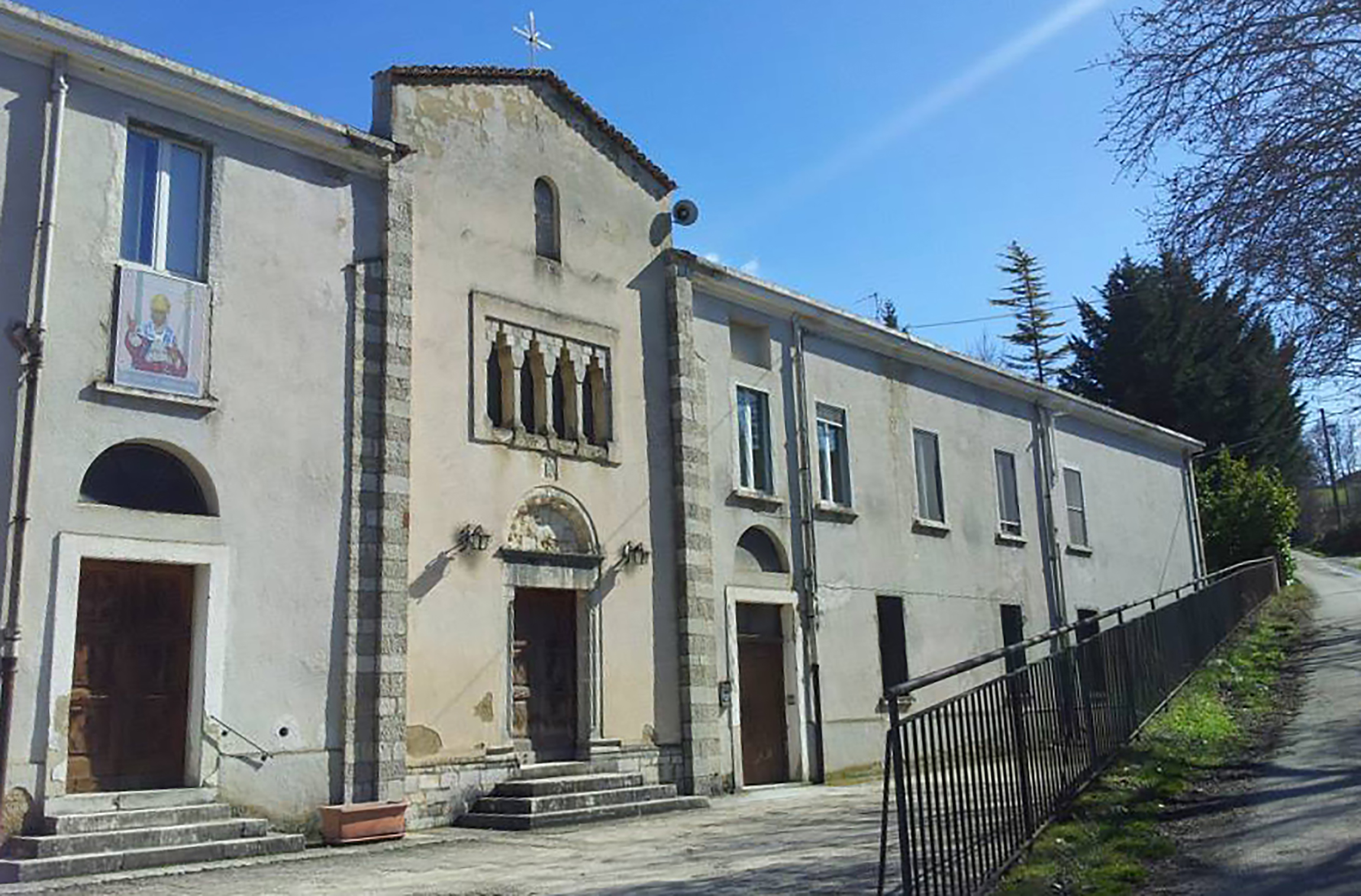
Convento S. Pier Celestino Ripalimosani

All’ingresso del paese, sulla sinistra ai piedi del Colle Rosa, si trova uno dei conventi più antichi del Molise, sebbene le sue origini precise restino incerte.
Documenti storici affidabili risalgono al X secolo, periodo in cui l'edificio era un'abbazia benedettina dedicata alla Santissima Annunziata. Sulla parete di fondo, sopra il coro in legno, si trova un'immagine di questa dedicazione, celebre per la delicatezza dei tratti e l’espressione nobile che cattura l’attenzione di chiunque entri.
Nel XIII secolo, Pietro da Morrone, futuro Papa Celestino V e canonizzato nel 1313, risiedette qui. A lui è dedicato il monastero, che da quel momento divenne noto come S. Pier Celestino. Diverse furono le congregazioni che gestirono la struttura fra cui i Celestiniani e i Frati Minori, dal 1923 passò ai Missionari Oblati di Maria Immacolata fino al 2013, oggi l'intero fabbricato è stato acquistato dal comune. 
La chiesa adiacente presenta una navata centrale e una laterale, con un prezioso coro in legno risalente al 1646, che circonda l'altare. Interamente scolpito a mano, l'edificio ha purtroppo perso la parte anteriore. La piccola chiesa conserva ancora elementi caratteristici del puro stile romanico abruzzese, evidenti nella base della facciata e nel semplice portale del XIII secolo, che un tempo aveva affreschi nella lunetta, oggi andati completamente perduti.
Di particolare pregio sono due dipinti di Scipione Cecere, databili alla fine del Cinquecento: uno raffigura Santa Maria degli Angeli sull’altare, mentre l’altro rappresenta la Madonna delle Grazie, collocata sulla parete destra. Sulle pareti si trovano anche quattro pannelli, divisi in dodici sezioni, che mostrano gli apostoli a mezzo busto su fondo scuro, con uno stile che richiama i tratti tipici della Scuola Napoletana del Seicento. Qui si conservano inoltre due antichi reliquiari in argento di fattura barocca.
Degna di nota è una rara bambola settecentesca che raffigura Maria Bambina, sdraiata in una culla d’argento sostenuta da angioletti, dono di un abitante del paese che le attribuì un miracolo. Di grande interesse storico-artistico sono anche il chiostro e la biblioteca del convento.

### Palazzo Marchesale

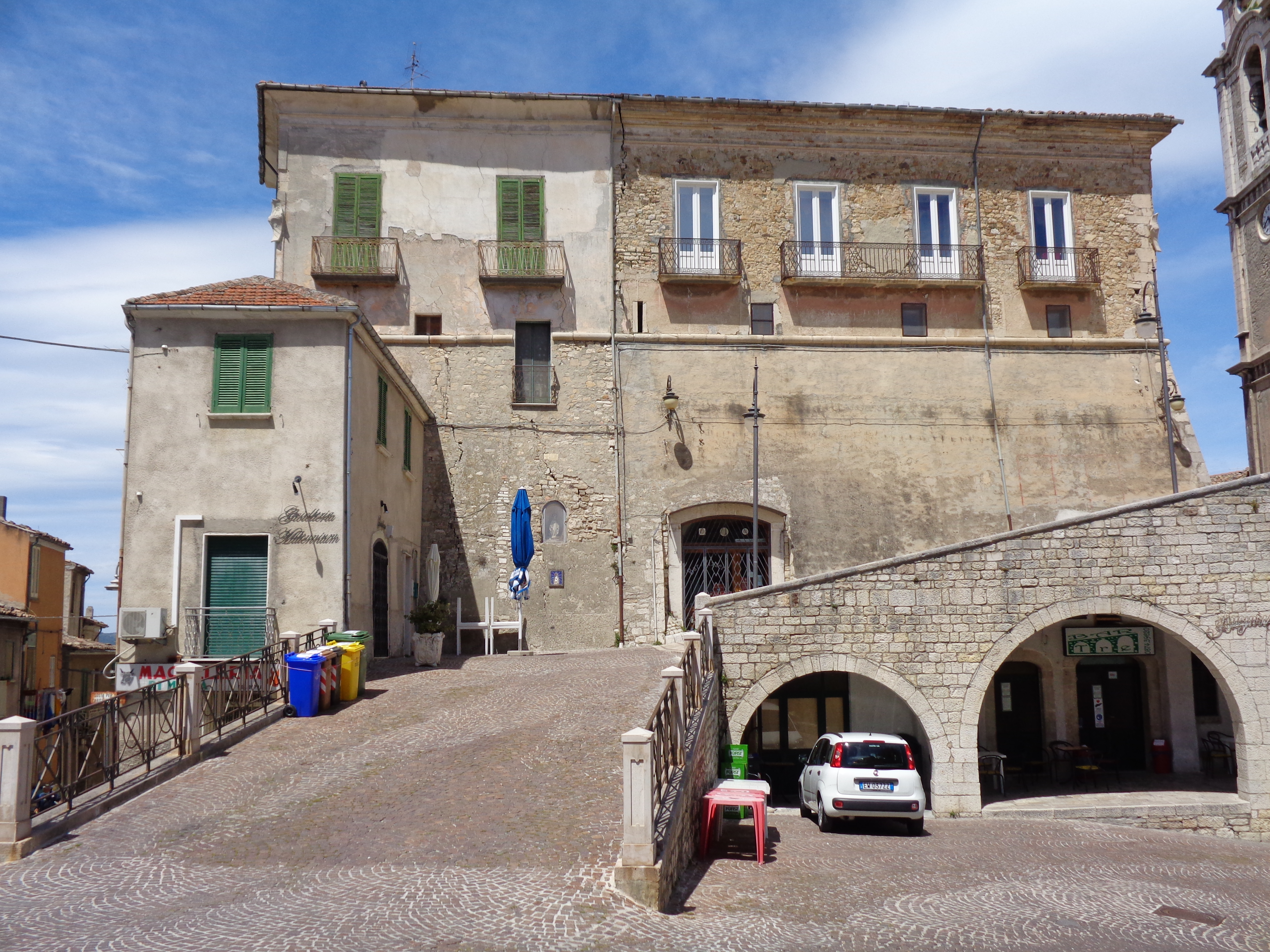
Palazzo Marchesale Ripalimosani

Comunemente chiamato Castello, anche se la sua struttura lo identificherebbe come un palazzo nobiliare, questo edificio è senza dubbio un simbolo storico di Ripalimosani.
Costruito intorno all’anno Mille, ha ospitato nei secoli le famiglie nobili locali, che con il loro avvicendarsi hanno lasciato preziose tracce sulla storia del Castello.
Il palazzo marchesale, con il tempo, ha avviato una fase di declino, influenzata anche dalle vicende ereditarie dell'ultimo marchese Mastrocucco. Questa decadenza si è accentuata quando l'edificio è diventato residenza di alcuni funzionari al servizio del duca Mormile.
L’entrata è caratterizzata da un portale, sopra il quale una cornice sporgente riporta un’incisione del restauro del 1521. Ai lati, proprio sotto l'architrave in legno, sono ancora visibili le carrucole delle catene utilizzate per sollevare il ponte levatoio che, insieme alla torre, proteggeva l'ingresso principale. Prima di raggiungere i piani superiori, si trova un ampio cortile con accessi alle botteghe che un tempo ospitavano gli artigiani della corte.
Il piano nobile, esposto a sud, ospitava una grande sala utilizzata come teatro, le cui pareti erano decorate con immagini dei re di Napoli. Adiacente alla sala si trovava una cappella con un bellissimo altare murario, ancora visibile oggi.
Il palazzo possedeva anche una prigione, conosciuta dalla gente del posto come il "cafurdio". Questa era scavata nel tufo, senza luce e sembrava una tana oscura, con una catena di ferro fissata al muro per immobilizzare i prigionieri, infliggendo sofferenze indescrivibili. Oggi, la parte nobile del palazzo è una suggestiva sala per ricevimenti che attira numerosi visitatori, specialmente per eventi memorabili come i matrimoni.
Ogni passaggio di proprietà era accompagnato dalla compilazione di un inventario notarile, rivelando come il palazzo abbia subito numerose modifiche pur mantenendo il suo carattere di dimora fortificata, con la forma allungata, il cortile centrale, il giardino pensile e la torre. Nel 1516, Marino Mastrogiudice diventò signore di Ripalimosani e, cinque anni dopo, realizzò un'importante opera di restauro, trasformando l'antico castello in un palazzo marchionale che dominava visivamente l’intero abitato di Ripalimosani.

### Cappella della Madonna della Neve

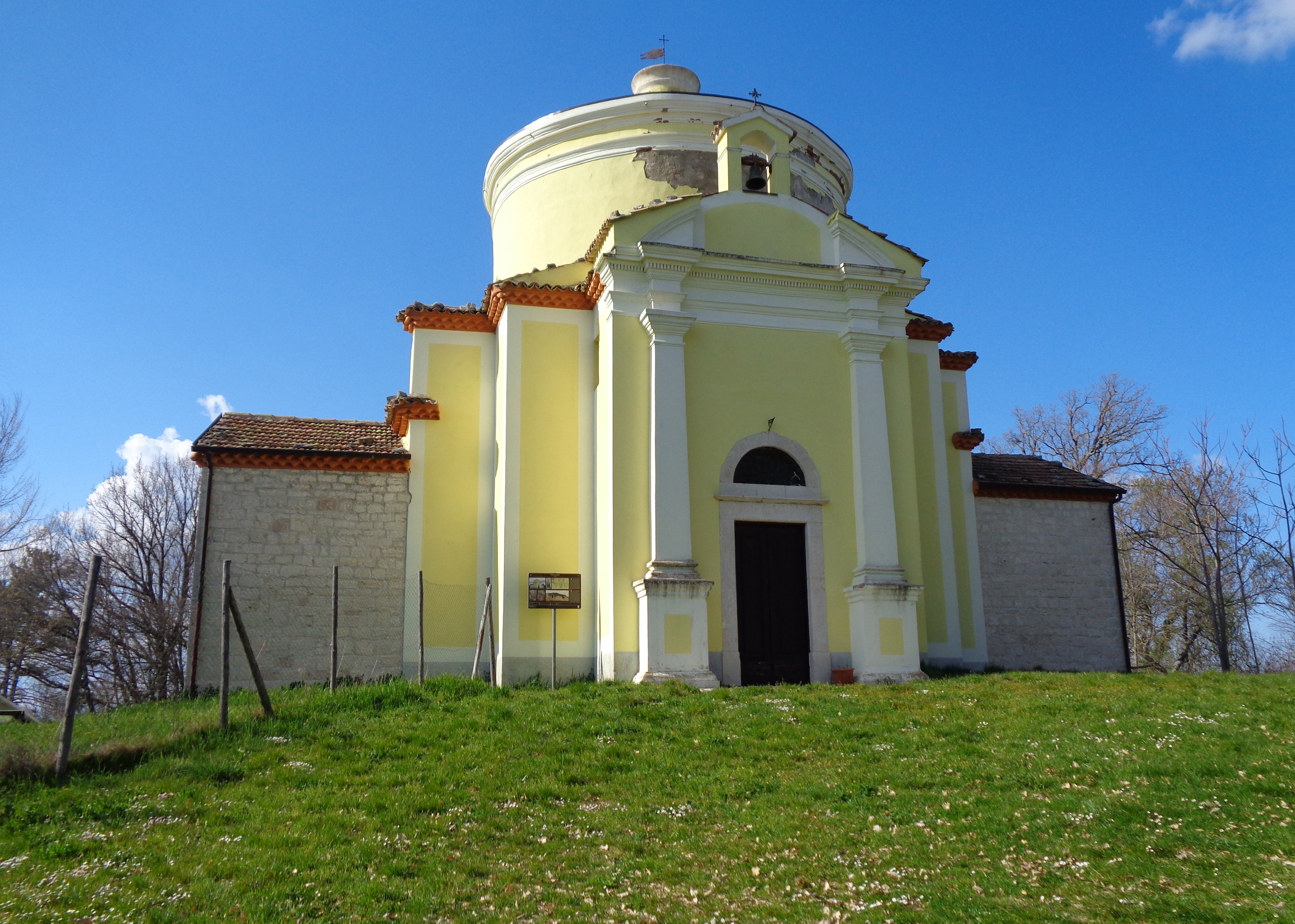
Cappella Madonna della Neve - C.da Quercigliole Ripalimosani

Situata a ovest del territorio di Ripalimosani, nella Contrada Quercigliole, la cappella della Madonna della Neve sorge su un colle a oltre 733 metri di altitudine, a circa due chilometri dal centro abitato. Questa cappella è dedicata alla Madonna della Neve, richiamando una leggenda che racconta di una miracolosa nevicata a Roma sul colle Esquilino, nella notte del 5 agosto del 352, episodio che portò il papa Liberio a far erigere la basilica di Santa Maria Maggiore in quel luogo.
Un tempo appartenente all'Ordine di Malta, la cappella delle Quercigliole ha origini incerte. La sua presenza è attestata dal 1651, anno in cui compare in una mappa dell'Atlante Capecelatro, con una pianta diversa da quella attuale. La facciata semplice è caratterizzata da un timpano mistilineo e un piccolo campanile. Il portale in pietra, sormontato da una lunetta protetta da una grata in ferro, è affiancato da due colonne decorative.
La cappella ha una struttura interna a croce greca, con quattro archi disposti in quadrato a sostegno della base cilindrica della cupola. L’altare maggiore si trova nell’abside, contenente una statua della Madonna della Neve, che viene portata in processione ogni prima domenica di luglio. Accanto si trova un secondo altare minore, con una piccola statua originale della Madonna, intorno alla quale circola una leggenda secondo cui ogni tentativo di portarla fuori dalla cappella causava una nevicata improvvisa.
All'interno, due tele rappresentano la "Lapidazione di Santo Stefano" e "San Silvestro," poste rispettivamente a destra e sinistra della base cilindrica. Tra le due tele, in una nicchia rettangolare, si trova un piccolo crocifisso incorniciato da tiranti in ferro. La cappella ospita due piccole cappelle funerarie ai lati, mentre sul retro si trovano le sagrestie e la residenza del custode.

## Società

### Evoluzione demografica
Abitanti censiti

L'evoluzione demografica di Ripalimosani ha visto significative variazioni nel corso dei decenni. Dopo il primo censimento nel 1861, che registrava circa 3.990 abitanti, si osservò un costante calo nella popolazione durante il XX secolo, in parte dovuto all'emigrazione e a difficili condizioni economiche che hanno colpito molte aree rurali italiane. Dopo il 1980, Ripalimosani ha visto una graduale crescita fino al picco di circa 3.119 abitanti nel 2014, seguito però da un nuovo calo negli ultimi anni, con una popolazione che nel 2023 si è stabilizzata intorno ai 3.028 abitanti. Questo calo è in linea con il trend demografico di altre aree della regione Molise, caratterizzato dall'invecchiamento della popolazione e da una diminuzione delle nascite rispetto ai decessi
Dal punto di vista sociale, Ripalimosani ha un indice di vecchiaia piuttosto elevato, pari a 188,9 nel 2023, indicando una popolazione con una prevalenza di anziani rispetto ai giovani. Gli indici di natalità sono bassi, e anche i tassi di ricambio della popolazione attiva riflettono una popolazione più anziana, con un crescente numero di persone non attive rispetto a quelle in età lavorativa
Negli ultimi anni, si osservano lievi fluttuazioni tra immigrazioni e cancellazioni dall’anagrafe, ma il saldo naturale, ossia il rapporto tra nascite e decessi, continua a mantenersi negativo, contribuendo così alla graduale riduzione della popolazione residente. Questo contesto demografico rappresenta una sfida per il comune, che, come molte piccole comunità italiane, cerca di mantenere vitalità economica e sociale nonostante il trend di invecchiamento e di lieve spopolamento.

### Etnie e minoranze straniere
Al 31 dicembre 2019 gli stranieri residenti a Ripalimosani sono 82, pari al 2,7% della popolazione.
La nazionalità maggiormente rappresentata era quella nigeriana con 13 residenti.

## Economia
L'economia di Ripalimosani è articolata e riflette le caratteristiche sia tradizionali sia più moderne del territorio. L'agricoltura rappresenta una fonte di reddito primaria: le coltivazioni principali includono cereali, ortaggi e foraggi, funzionali soprattutto all'allevamento di bovini e ovini, un'attività che supporta anche il settore lattiero-caseario. Un elemento distintivo del comune è il rilancio della coltivazione della canapa, una tradizione locale per la produzione di corde e tessuti. 
Sul piano industriale, la vicinanza a Campobasso ha reso Ripalimosani uno dei poli produttivi più attivi della regione. L'industria locale include piccole e medie imprese nei settori alimentare, metalmeccanico, della lavorazione di materiali da costruzione, legno, gomma, materie plastiche e pietra, godendo della rete commerciale del capoluogo regionale.

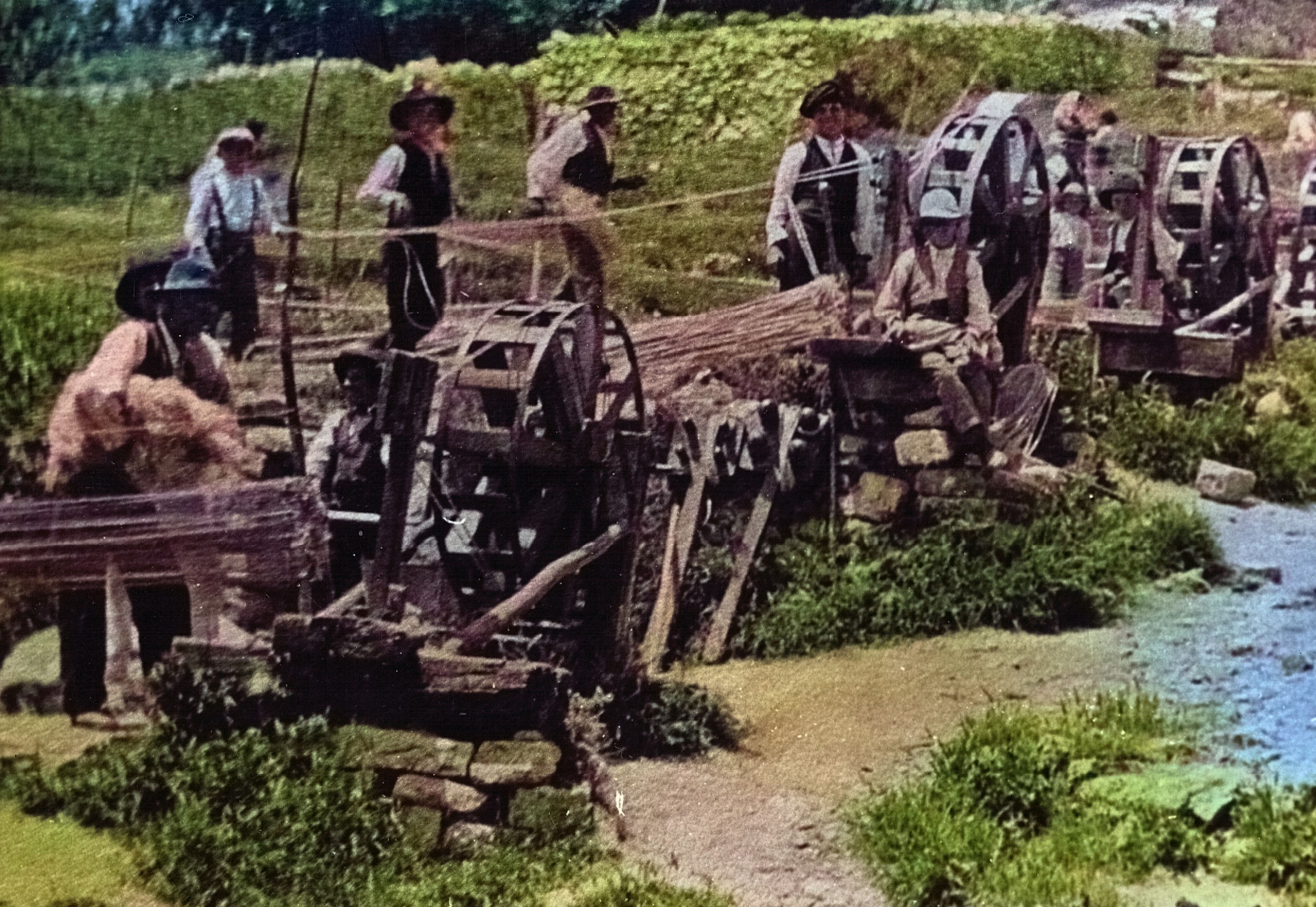
Orto dei Funai Ripalimosani

L'artigianato è una parte importante dell'identità economica e culturale di Ripalimosani, specialmente per la lavorazione della canapa e altre tradizioni locali. Questa produzione artigianale ha radici profonde, che risalgono a un periodo precedente all'emigrazione, e oggi viene promossa per sostenere l'economia locale e preservare il patrimonio culturale. IL PAESE DEI FUNAI.

## Sport

### Calcio
A Ripalimosani il calcio è rappresentato dall'A.S.D. Ripalimosani, nata nel 1963 e risulta essere una delle istituzioni sportive principali del comune.
Dal 2013 al 2017 è stata operativa anche l'A.S.D. Tre Archi Ripalimosani. 
L'A.S.D. Ripalimosani nella sua storia ha militato per due volte nel torneo di Eccellenza, come nella stagione attuale 2023/2024 e 2024/2025 oltre a diverse stagioni nel torneo di Promozione molisano.   

### Bocce
Questo sport ha radici profonde a Ripalimosani, dove l'ASD Bocciofila Morgione rappresenta un importante punto di riferimento. Fondata nel 1974, la bocciofila ha vissuti grandi successi nei suoi 50 anni di storia con personaggi tipici Ripesi.

### Basket
La squadra di basket Maccabi Ripalimosani, rappresentava il comune in vari campionati regionali di pallacanestro. 

### Kung Fu
La scuola di Kung Fu di Ripalimosani è una realtà sportiva e culturale fondata nel 1997 dal Gran Maestro Maurizio Martino, e gestita oggi dal Maestro Giuseppe Di Lauro entrambi Ripesi. Oltre alla pratica sportiva, la scuola vanta numerosi titoli nazionali, europei e anche mondiali con 3 atleti che disputano nella nazionale italiana di Kung Fu.

## Tradizioni

### Palio delle Quercigliole

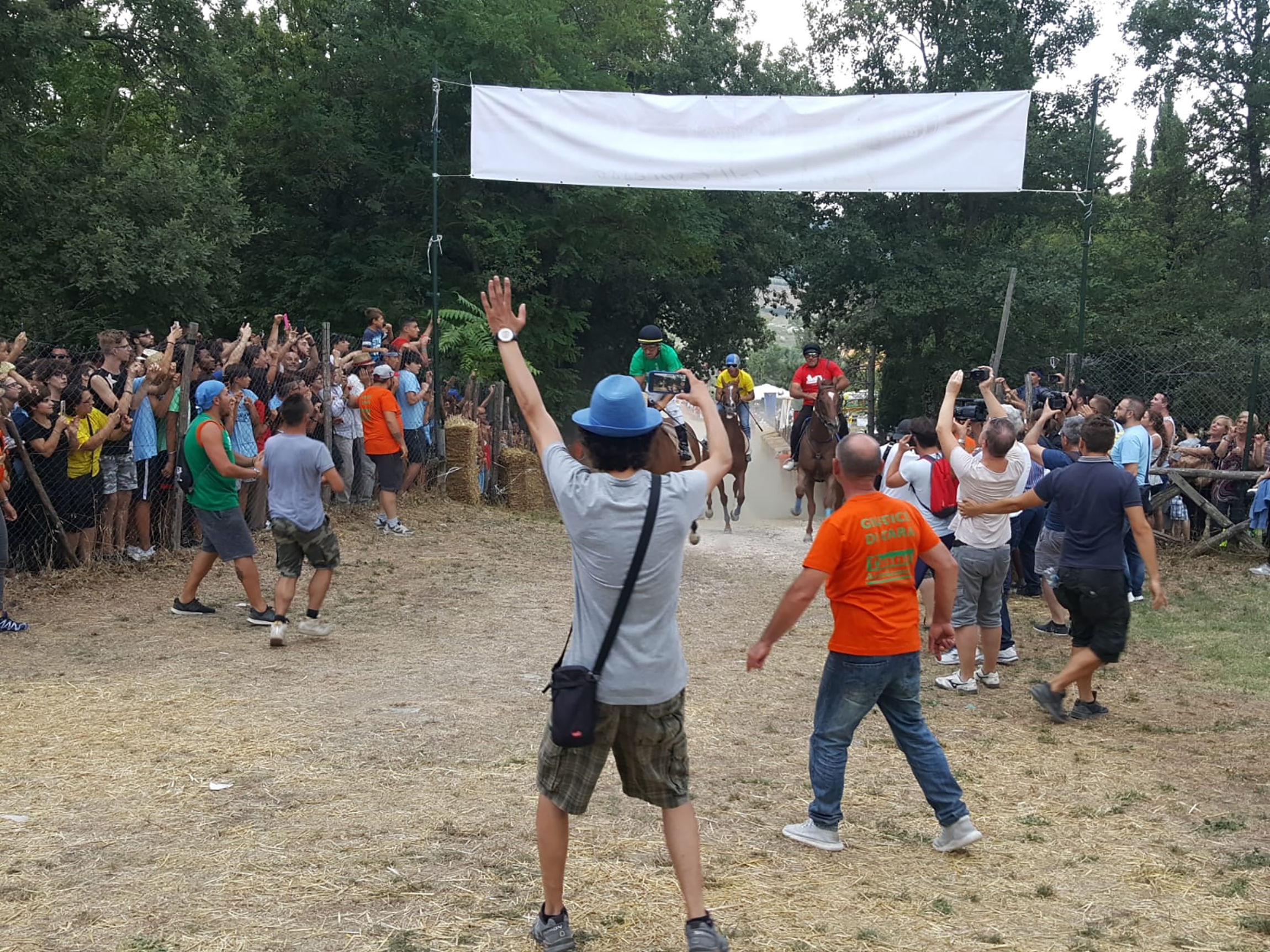
Palio delle Quercigliole Ripalimosani

La cultura di Ripalimosani è ricca di tradizioni antiche che riflettono sia la fede religiosa che le usanze popolari. Tra gli eventi più rilevanti vi è la Festa delle Quercigliole in onore della Madonna della Neve, che risale al 1588. Questa celebrazione si tiene presso la Chiesa di Santa Maria della Neve e attira ogni anno residenti e non ed emigranti ripesi da tutto il mondo, riuniti per manifestare la loro devozione. La festa include una processione e un Palio, una competizione equestre in cui il vincitore, tradizionalmente, entra nella cappella con il cavallo in segno di rispetto inchinandosi dinanzi la statua. 

### Mascherata

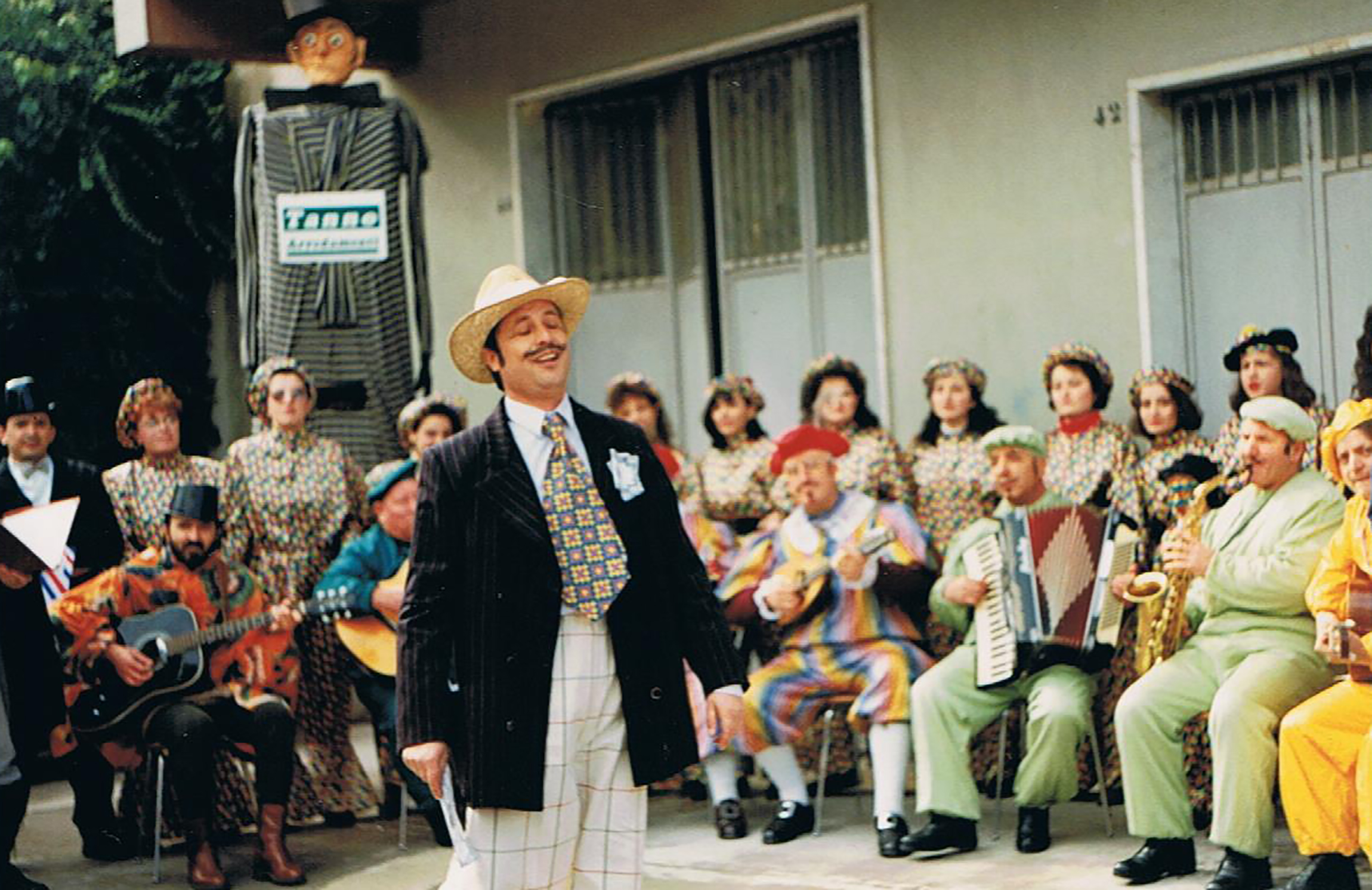
Mascherata

Un'altra tradizione molto sentita è la Mascherata o "A Meskuerate", un evento popolare itinerante che si svolge durante il Carnevale. Questo spettacolo coinvolge la popolazione in momenti di satira e festa, offrendo un’occasione per riflettere sui temi sociali e per esprimere lo spirito comunitario

## Cultura Musicale

### Circolo musicale "Pietro Mascagni" di Ripalimosani

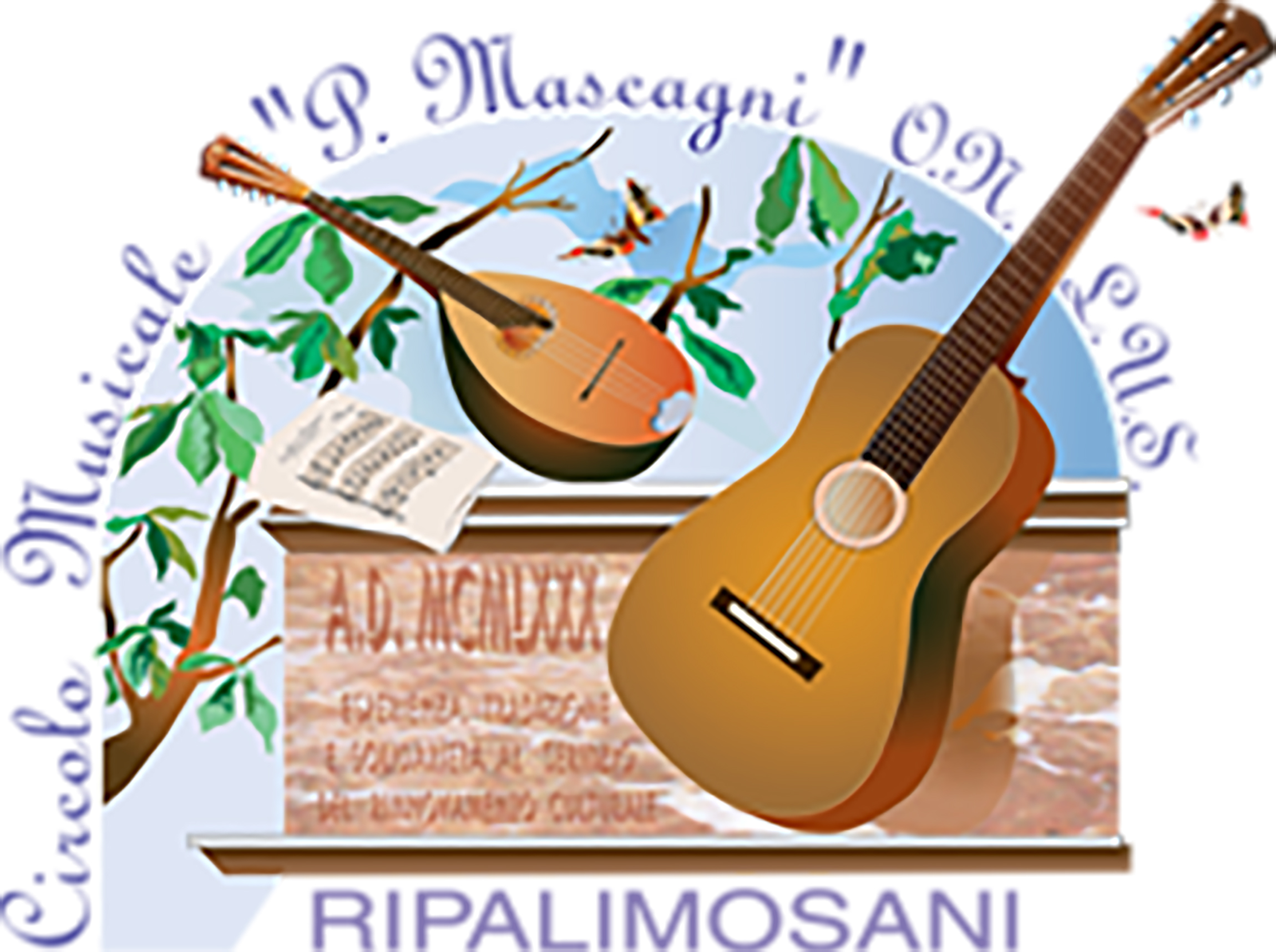
Logo Circolo Musicale "P. Mascagni" di Ripalimosani

Il Circolo Musicale “Pietro Mascagni” di Ripalimosani, fondato nel 1949, si ricostituisce nel 1980. Sin dalla sua fondazione il Circolo ha sempre voluto dare un’impronta culturale di sodalizio e luogo di studi e conoscenze musicali.
Tra le sue principali attività è l'attivazione di corsi professionali per chitarra e mandolino con la nascita della "Scuola Ripese" e dal 2001 l'istituzione dell'Orchestra Stabile diretta dal M° Antonio Di Lauro.

### La Tradizione Mandolinistica di Ripalimosani

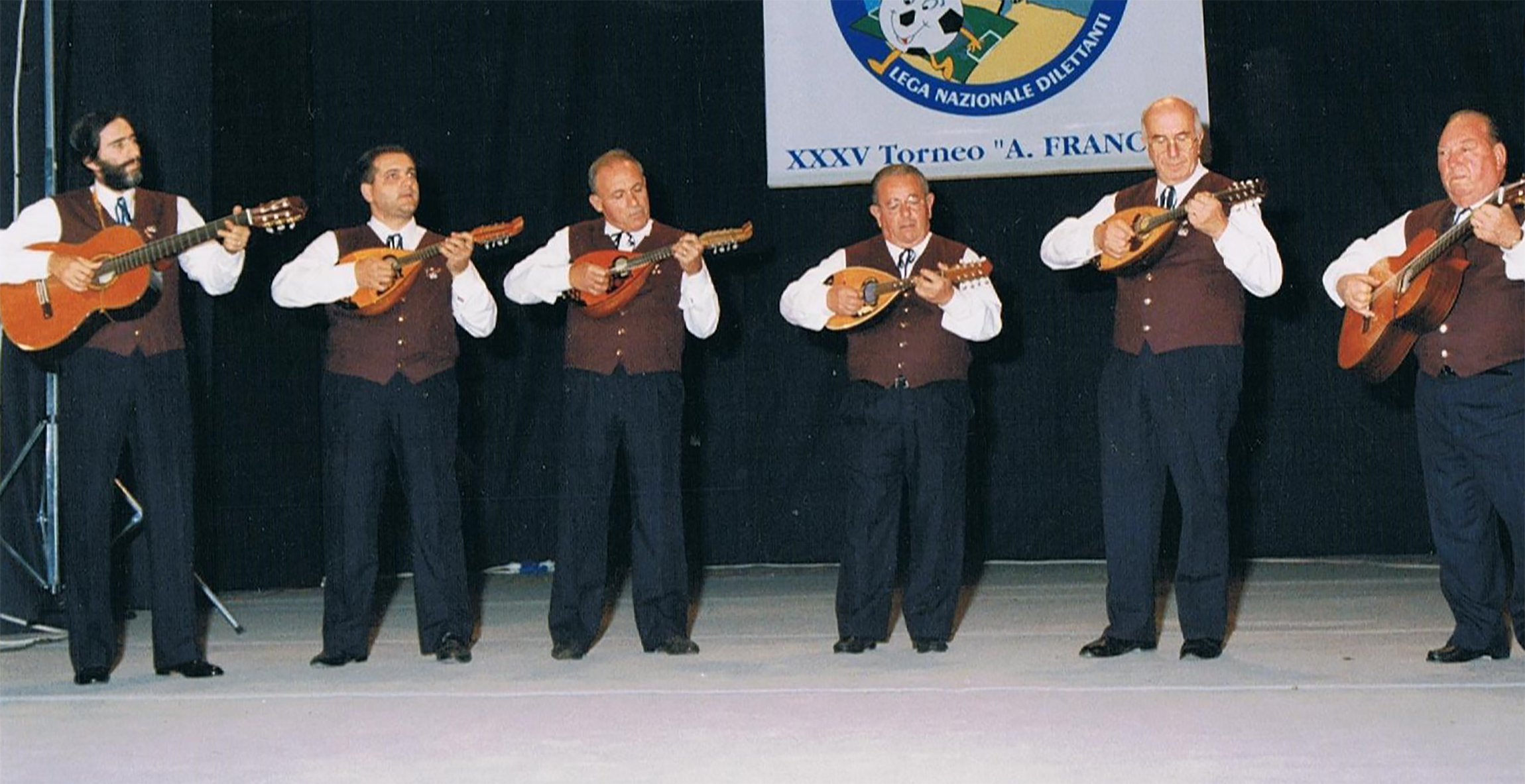
I Plettri di Ripalimosani

A Ripalimosani non sono mai mancati musicisti. Documenti dei primi anni dell'Ottocento provano indennizzi che il comune pagava a maestri di musica. Da foto esistenti fin dai primi anni del Novecento si vedono mandolinisti e chitarristi in tutte le manifestazioni.
Negli anni '80 del secolo scorso nascono i "Plettri", un gruppo di sei persone formato da 2 chitarre, 1 mandola e 3 mandolini. Ricercati ovunque anche all'estero, essi hanno portato avanti per 3 decenni la Tradizionale Scuola Mandolinistica Ripese basata principalmente su canzoni popolari, classici napoletani e dolci serenate. Non di rado si cimentavano anche in melodie italiane.

## Cultura Teatrale

### La Filodrammatica Ripese
Fondata nel 1926 a Ripalimosani, è una delle associazioni culturali più longeve del borgo, con una storia ricca di tradizione e dedizione al teatro. Questo gruppo, particolarmente attivo a partire dal dopoguerra, ha sempre avuto uno scopo educativo e sociale oltre che ricreativo, favorendo la coesione della comunità e la trasmissione di valori attraverso rappresentazioni in dialetto e commedie locali.

## Cultura e tecnica fotografica
L'Archivio Fotografico LEFRA è stato creato dal fotografo molisano Leonardo Remo Tartaglia, soprannominato Lefra, nato a Ripalimosani nel 1933. 

## Amministrazione
Di seguito è presentata una tabella relativa alle amministrazioni che si sono succedute in questo comune.
| Periodo        | Periodo        | Primo cittadino       | Partito                            | Carica  | Note  |
| -------------- | -------------- | --------------------- | ---------------------------------- | ------- | ----- |
| 15 giugno 1975 | 9 giugno 1980  | Giuseppe Iafelice     | Partito Comunista Italiano         | Sindaco |       |
| 9 giugno 1980  | 12 maggio 1985 | Giuseppe Iafelice     | Partito Comunista Italiano         | Sindaco |       |
| 12 maggio 1985 | 7 maggio 1990  | Giuseppe Iafelice     | Partito Comunista Italiano         | Sindaco | [ 8 ] |
| 7 maggio 1990  | 24 aprile 1995 | Giuseppe Cannavina    | Democrazia Cristiana               | Sindaco | [ 8 ] |
| 24 aprile 1995 | 14 giugno 1999 | Gaetano Tudino        | Partito Democratico della Sinistra | Sindaco | [ 8 ] |
| 14 giugno 1999 | 14 giugno 2004 | Giuseppe Di Nobile    | lista civica Campanile             | Sindaco | [ 8 ] |
| 14 giugno 2004 | 8 giugno 2009  | Giuseppe Di Nobile    | lista civica Campanile             | Sindaco | [ 8 ] |
| 8 giugno 2009  | 26 maggio 2014 | Paolo Petti           | lista civica Campanile             | Sindaco | [ 8 ] |
| 26 maggio 2014 | 27 maggio 2019 | Michele Di Bartolomeo | lista civica Ripartiamo            | Sindaco | [ 8 ] |
| 27 maggio 2019 | 9 giugno 2024  | Marco Giampaolo       | lista civica Ripartiamo            | Sindaco | [ 8 ] |
| 9 giugno 2024  | in carica      | Marco Giampaolo       | lista civica Ripa futura           | Sindaco | [ 8 ] |

### Gemellaggi
- Borgo Tossignano